# Janchevita
La janchevita és un mineral de la classe dels halurs. Rep el nom en honor de Simeon Jančev (n. 1942), mineralogista i professor de la Facultat de Tecnologia i Metal·lúrgia de la Universitat Saints Ciril i Methodius, a Skopje, Macedònia del Nord.

## Característiques
La janchevita és un halur de fórmula química Pb₇V5+(O8.5◻0.5)Cl₂. Va ser aprovada com a espècie vàlida per l'Associació Mineralògica Internacional l'any 2017, sent publicada per primera vegada el 2018. Cristal·litza en el sistema tetragonal. La seva duresa a l'escala de Mohs és 2,5.
L'exemplar que va servir per a determinar l'espècie, el que es coneix com a material tipus, es troba conservat a les col·leccions del Museu Mineralògic Fersmann, de l'Acadèmia de Ciències de Rússia, a Moscú (Rússia), amb el número de registre: 5105/1.

## Formació i jaciments
Va ser descoberta a la mina Kombat, a la localitat homònima dins de la regió d'Otjozondjupa (Namíbia), on es troba associada a magnesita, kombatita, hausmannita, calcita i barita. Es tracta de l'únic indret de tot el planeta on ha estat descrita aquesta espècie mineral.